# Dicranolasma cretaeum
Dicranolasma cretaeum is een hooiwagen uit de familie Dicranolasmatidae.